# Nechisarnachtzwaluw
De nechisarnachtzwaluw (Caprimulgus solala) is een vogel uit de familie van de nachtzwaluwen (Caprimulgidae). De vogel heet naar het gebied waar het eerste specimen is aangetroffen, het Nationaal park Nechisar in Ethiopië.

## Beschrijving en voorkomen
Deze vogel is alleen bekend van een vleugel die in 1990 werd aangetroffen langs de weg door de Nechisatvlakte, afkomstig van een aangereden nachtzwaluw. De naam solala betekent alleen de vleugel (vleugel, ala). In 2009 werden in dat gebied 's avonds enkele vrij grote nachtzwaluwen waargenomen met opvallend grote witte vlekken op de vleugels. Mogelijk waren dit exemplaren van dezelfde soort.

## Status
De nechisarnachtzwaluw heeft waarschijnlijk een zeer klein verspreidingsgebied en daardoor is er kans op uitsterven. Het nationale park Nechisar staat onder druk door overbegrazing met landbouwhuisdieren, houtkap en illegale visserij. Om deze redenen staat deze nachtzwaluw als kwetsbaar op de Rode Lijst van de IUCN.